# Turbeville
Turbeville è un comune degli Stati Uniti d'America, situato in Carolina del Sud, nella Contea di Clarendon.

## Società

### Evoluzione demografica
Abitanti censiti:Questo grafico non è disponibile a causa di un problema tecnico.
Si prega di non rimuoverlo.